# Wilhelm von Willich
Friedrich Wilhelm Julius von Willich (* 21. September 1797 in Praga; † 3. März 1875 in Anklam) war ein preußischer Generalmajor.

## Leben

### Herkunft
Wilhelm war ein Sohn des preußischen Oberst Ernst Heinrich von Willich (1753–1826) und dessen Ehefrau Josephine Marianna, geborene von Wuthenau (1764–1821). Sein Vater war stand zuletzt im 1. Schlesischen Husaren-Regiment und war dann Postmeister in Paderborn.

### Militärkarriere
Willich erhielt seine schulische Bildung im Elternhaus und wurde am 1. Februar 1807 Junker im Husarenregiment „von Usedom“ der Preußischen Armee. Sein Verband wurde während des Vierten Koalitionskrieges durch die Kapitulation bei Wismar Anfang November 1807 aufgelöst. Willich kam 1808 mit den Resten und dem Depotbataillon zum 1. Schlesischen Husaren-Regiment und avancierte 1810 zum Unteroffizier.
Im Vorfeld der Befreiungskriege wurde er am 20. Februar 1813 Portepeefähnrich im 1. Westpreußischen Dragoner-Regiment und stieg Anfang Juni 1813 zum Sekondeleutnant auf. Für sein Wirken in der Schlacht bei Großgörschen wurde ihm das Eiserne Kreuz II. Klasse verliehen. Er nahm an den Kämpfen bei Bautzen, Königswartha, Colditz, Weißenfels, Freyburg, Eisenach, Leipzig, Crepy, Nanteuil, Sepres, Issy und Waterloo. Für Ligny wurde ihm der Orden des Heiligen Wladimir IV. Klasse verliehen.
Nach dem Krieg avancierte Willich bis Mitte März 1834 zum Rittmeister und Eskadronchef. 1837 erhielt er den Orden des Heiligen Georg IV. Klasse. Am 30. März 1844 wurde er zum Major befördert und war vom 21. März 1848 bis zum 5. Dezember 1851 etatsmäßiger Stabsoffizier im 1. Kürassier-Regiment. Anschließend erfolgte seine Ernennung zum Kommandeur des 2. Dragoner-Regiments. In dieser Stellung wurde Willich am 23. März 1852 zum Oberstleutnant und am 22. März 1853 zum Oberst befördert sowie am 21. September 1853 mit dem Roten Adlerorden IV. Klasse ausgezeichnet. Am 4. September 1854 nahm er seinen Abschied mit Pension und der Berechtigung zum Tragen der Regimentsuniform. Willich erhielt am 13. Juli 1857 noch den Charakter als Generalmajor. Er starb am 3. März 1875 in Anklam.
In seiner Beurteilung aus dem Jahr 1847 heißt es: „Ein höchst moralischer, anständiger und gebildeter Offizier, der seine Pflichten treu zu erfüllen sich nach wie vor sehr eifrig bemüht. Er bildet mit genauer Dienstkenntnis seine Eskadron ganz vorzüglich aus, wirkt fortdauernd, sehr vortheilhaft auf den guten Geist seiner Untergebenen, bringt dem Regiment durch seine Erfahrungen im Kriege, wo er mit großer Auszeichnung gedient, vielen Nutzen, ist auch ganz rüstig und verdient wahrhaft die Allerhöchste Gnade zu einer ausnahmsweisen Beförderung zum etatsmäßigen Stabsoffizier empfohlen zu werden. Er ist im Avancement noch sehr zurück“.

### Familie
Er heiratete am 16. Oktober 1825 in Warburg Charlotte von Hiddessen (1803–1875). Das Paar hatte mehrere Kinder:
- Friedrich Valesko Karl (1842–1918), preußischer Generalleutnant
- Marie Charlotte Auguste Luise Clementine Josephine (* 1830) ⚭ Albrecht Julius Karl von Schwerin (* 1813), Rittmeister[1]